# Gary Wilson
Gary Wilson (ur. 11 sierpnia 1985) – snookerzysta angielski, w 2004 w wieku 19 lat dołączył do grona profesjonalistów, w którym utrzymał się do 2006. Powrócił do niego w 2013. Plasuje się na 33. miejscu pod względem zdobytych setek w profesjonalnych turniejach, w sierpniu 2025 miał ich łącznie 262. W Mistrzostwach Świata w 2019 dotarł do półfinału, gdzie przegrał 11:17 z Juddem Trumpem.
W 2004 wygrał mistrzostwa świata do lat 21. Jego największym sukcesem w profesjonalnym snookerze jest 1/16 rankingowego turnieju Indian Open 2013. Podczas kwalifikacji do German Masters 2014 wbił swojego pierwszego breaka maksymalnego w meczu przeciwko Ricky Waldenowi.
W sezonie 2014/2015 Wilson nie miał wielu sukcesów. Mimo iż kilka spotkań zakończyło się dopiero w decydującym frejmie, to najczęściej jednak to rywal Anglika awansował dalej. Taka sytuacja miała miejsce między innymi podczas International Championship 2014, gdzie Wilson odpadł już w pierwszej rundzie po pojedynku z Li Hangiem. Mimo iż to Wilson powracał od stanu 1:4 oraz 2:5 do remisu 5:5, wbijając po drodze breaka w wysokości 136, to ostatecznie w decydującym frejmie lepszy okazał się Chińczyk. W eliminacjach do German Masters 2015 w pierwszej rundzie pokonał Szkota Michaela Leslie, lecz druga runda to przegrana z Markiem Davisem. W China Open 2015 dotarł do finału tej imprezy pokonując w półfinale obrońcę tytułu Dinga Junhuia. W finale przegrał znacząco 10:2 z Markiem Selbym.